# Tursunoy (cràter)
Tursunoy és un cràter d'impacte en el planeta Venus de 4,7 km de diàmetre. Porta el nom d'un antropònim uzbek, i el seu nom va ser aprovat per la Unió Astronòmica Internacional el 1997.